# Sønderjyllands våben
Det sønderjyske våben kendes fra midt i 1300-tallet og bestod oprindeligt af to blå løver i et gyldent skjold. Symbolet er afledt af Danmarks rigsvåben med tre blå kronede løver, og afspejler at området var et dansk len. Denne udgave af symbolet benyttes stadig i det danske kongevåbens 2. felt, hvor de to løver ofte omtales som slesvigske eller sønderjyske. 
Det sønderjyske eller slesvigske våben er dokumenteret for første gang omkring 1245, hvor Valdemar 2. Sejrs søn, hertug Abel af Sønderjylland, førte det i sit segl. I begyndelsen var de to løver kronede og omgivet af hjerter/søblade, som i det danske kongevåben. Våbenet med de to løver blev i middelalderen til et territorialvåben, altså et våben, der markerede suverænitet over et område. Da de holstenske fyrster blev forlenet med Slesvig/Sønderjylland i 1386 blev det holstenske nældeblad og de to sønderjyske løver kombineret i et firdelt skjold. Også Margrete 1. lod 1375 fremstille et segl med de to løver. Fra 1460, hvor Christian 1. blev valgt som hertug og lensherre over Slesvig, indførtes det sønderjyske våben permanent i det danske kongevåben.
Da Sønderjyllands Amt blev dannet i 1970 ønskede amtsrådet at benytte det oprindelige symbol som amtsvåben, men ønsket blev afvist med henvisning til at symbolet findes i både kongevåbnet og i våbenet for den tyske delstat Slesvig-Holsten. For at skabe et nyt, men relateret symbol, fik løverne tilføjet en Dannebrogsvimpel i forpoterne. Fra Middelalderen kendes eksempler på afbildninger af det danske rigsvåben, hvori de tre løver sammen holder en Dannebrogsfane, men da amtet ikke ville kunne opnå godkendelse af et symbol hvori nationalflaget indgik, blev vimplen valgt som kompromis.  

## Afbildninger
- Våbenskjold for det tidl. Sønderjyllands Amts (brugt 1980-2006)
- Sønderjyllands løver optræder næsten altid uden både kroner og hjerter
- De sønderjyske løver optrådte indtil den seneste kommunalreform i amtets våben. I dansk sammenhæng optræder de herefter først og fremmest nederst i kongehusets våbenskjolds nederste højre felt (heraldisk venstre)
- De sønderjyske løver findes også i Slesvig-Holstens våben. I 2. felt ses det holstenske nældeblad.
- De sønderjyske løver brugt på et flag på Flensborghus